# Persona incerta
Persona incerta es un concepto jurídico utilizado en Derecho de sucesiones mediante el cual se hace referencia a aquella persona cuyas características no podían ser determinadas por el testador en el momento de hacer el testamento. Un ejemplo de persona incierta podría ser "el primero que llegue al funeral".
Las disposiciones a favor de personas incertas son nulas a no ser que sean más concretas y permitan establecer la persona a la cual hacen referencia. Por ejemplo, en el Derecho español se admite la posibilidad de testar en favor de "los pobres en general" o de "los parientes del testador", si bien para ello el Código civil de España establece en los artículos 749 y 751 la forma en que se decidirá a quién se hace referencia con ese tipo de disposiciones.
- Datos: Q6072954